# Alexander Böhlig
Alexander Böhlig (ur. 2 września 1912 w Dreźnie, zm. 25 stycznia 1996 w Tybindze) – niemiecki historyk, orientalista, koptolog, bizantynolog, znawca gnozy i manicheizmu.

## Życiorys
Studiował filozofię, teologię i języki orientalne na Uniwersytecie Fryderyka Wilhelma w Berlinie. Doktorat uzyskał w 1947 na Wydziale Teologii Westfalskiego Uniwersytetu Wilhelma w Münsterze, habilitację zaś w 1951 na Uniwersytecie Ludwika i Maksymiliana w Monachium (w dziedzinie filologii chrześcijańskiego Wschodu). Następnie pracował na Uniwersytecie Marcina Lutra w Halle. Po wybudowaniu muru berlińskiego w 1963 nie wrócił z podróży do Egiptu do NRD, lecz wraz z żoną przeniósł się do Niemiec Zachodnich. Zostawił w Halle prywatną bibliotekę, która została wywłaszczona w 1963 roku.
Był założycielem Zakładu Języków i Kultur Chrześcijańskiego Wschodu na Uniwersytecie Eberharda i Karola w Tybindze. Tam pracował do śmierci.

## Wybrane publikacje
- Die Gnosis / Der Manichäismus, Frankfurt 1995.
- Gnosis und Manichäismus, Berlin 1994.
- Staat und Religion, Düsseldorf 1981.
- Die Gnosis, Leipzig – Frankfurt 1980.
- Zum Hellenismus in den Schriften von Nag Hammadi, Wiesbaden 1975.
- Das Ägypterevangelium von Nag Hammadi, Wiesbaden 1974.
- Mysterion und Wahrheit, Leiden 1968.